# Verbandsgemeinde Dannstadt-Schauernheim

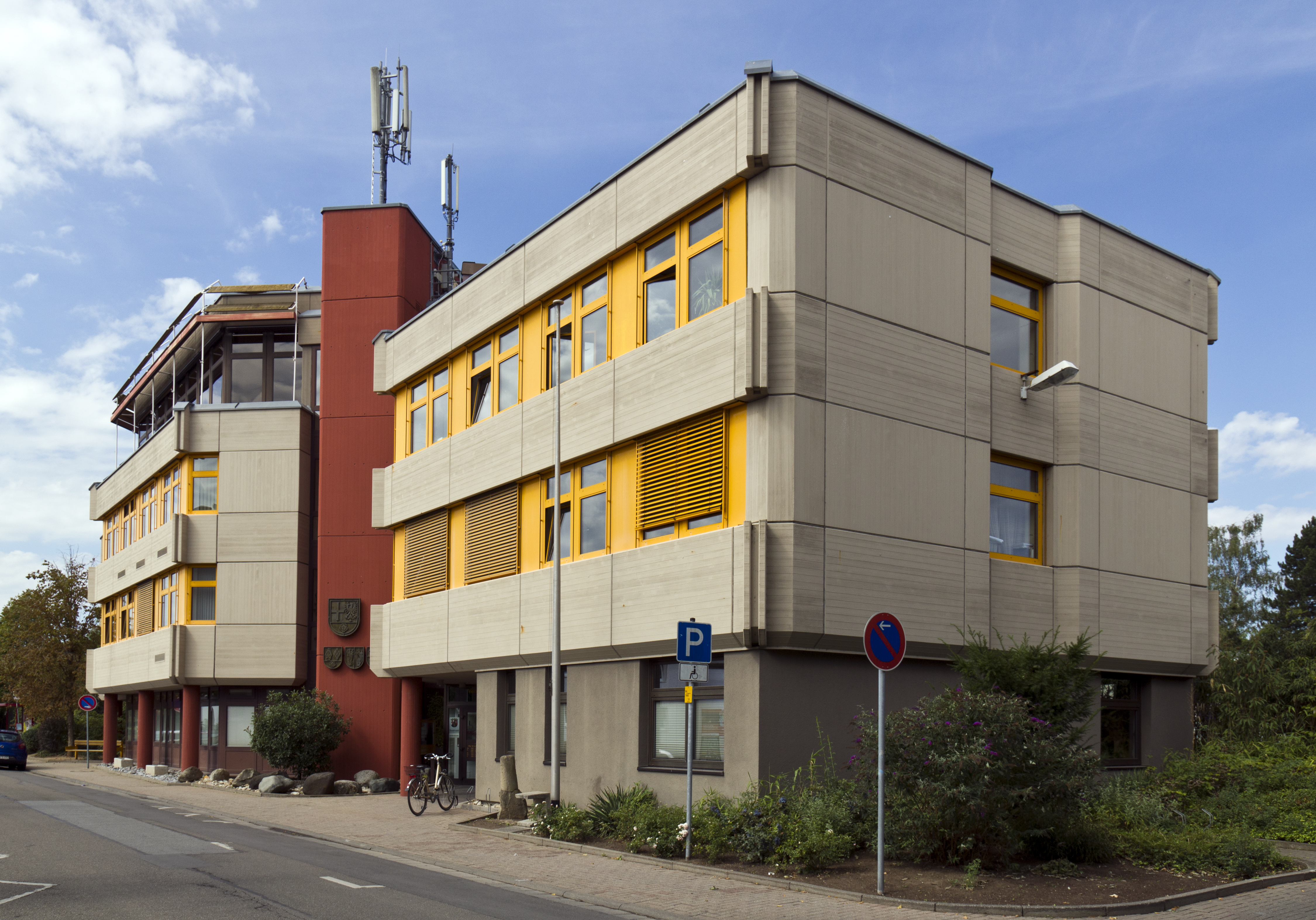
Verwaltungsgebäude der Verbandsgemeinde Dannstadt-Schauernheim

Die Verbandsgemeinde Dannstadt-Schauernheim ist eine Gebietskörperschaft im Rhein-Pfalz-Kreis in Rheinland-Pfalz. Der Verbandsgemeinde gehören drei eigenständige Ortsgemeinden an, der Verwaltungssitz ist in der namensgebenden Gemeinde Dannstadt-Schauernheim.

## Verbandsangehörige Gemeinden
| Ortsgemeinde                            | Fläche (km²) | Einwohner |
| --------------------------------------- | ------------ | --------- |
| Dannstadt-Schauernheim                  | 15,24        | 7.462     |
| Hochdorf-Assenheim                      | 9,70         | 3.313     |
| Rödersheim-Gronau                       | 8,24         | 2.953     |
| Verbandsgemeinde Dannstadt-Schauernheim | 33,19        | 13.728    |

(Einwohner am 31. Dezember 2023)

## Bevölkerungsentwicklung
Die Entwicklung der Einwohnerzahl bezogen auf das Gebiet der heutigen Verbandsgemeinde Dannstadt-Schauernheim; die Werte von 1871 bis 1987 beruhen auf Volkszählungen:
| Jahr | Einwohner |
| 1815 | 2.940     |
| 1835 | 3.612     |
| 1871 | 3.925     |
| 1905 | 4.625     |
| 1939 | 5.797     |
| 1950 | 6.750     |

| Jahr | Einwohner |
| 1961 | 7.908     |
| 1970 | 9.219     |
| 1987 | 11.216    |
| 1997 | 13.213    |
| 2005 | 13.179    |
| 2023 | 13.728    |

## Politik

### Verbandsgemeinderat
Der Verbandsgemeinderat Dannstadt-Schauernheim besteht aus 28 ehrenamtlichen Ratsmitgliedern, die bei der Kommunalwahl am 9. Juni 2024 in einer personalisierten Verhältniswahl gewählt wurden, und dem hauptamtlichen Bürgermeister als Vorsitzendem.
Die Sitzverteilung im Verbandsgemeinderat:
| Wahl | SPD | CDU | Grüne | FDP | Gesamt   |
| ---- | --- | --- | ----- | --- | -------- |
| 2024 | 6   | 14  | 3     | 5   | 28 Sitze |
| 2019 | 6   | 12  | 5     | 5   | 28 Sitze |
| 2014 | 10  | 15  | –     | 3   | 28 Sitze |
| 2009 | 8   | 15  | –     | 5   | 28 Sitze |
| 2004 | 9   | 15  | –     | 4   | 28 Sitze |

### Bürgermeister
Bürgermeister der Verbandsgemeinde Dannstadt-Schauernheim ist seit 2010 Stefan Veth (CDU). Bei der Direktwahl am 24. September 2017 wurde er mit einem Stimmenanteil von 70,9 % für weitere acht Jahre in seinem Amt bestätigt.

### Wappen
Die Blasonierung des Wappens lautet: „In vierfach von Rot und Silber geteiltem Schildbord über erhöhtem goldenem Schildfuß, darin eine fünfblättrige rote Rosenblüte mit goldenen Butzen, in Blau rechts ein schwebendes silbernes Kreuz, links ein rotbewehrter silberner Adler.“
Es wurde 1979 von der Bezirksregierung Neustadt genehmigt.
Die Rose entstammt dem Wappen von Dannstadt-Schauernheim, dem Verwaltungssitz der Verbandsgemeinde. Oben werden ehemalige Ortsherren von den Ortsgemeinden symbolisiert. Das Kreuz steht für das Hochstift Speyer, zu dem Hochdorf und Rödersheim gehörten, der Adler für die Grafen von Leiningen, die über Assenheim herrschten.